# Prunus pensylvanica
Prunus pensylvanica, hay còn gọi là anh đào chim, anh đào lửa, anh đào đỏ, là một loại cây bụi thuộc chi Mận mơ ở vùng Bắc Mỹ.

## Phân bổ

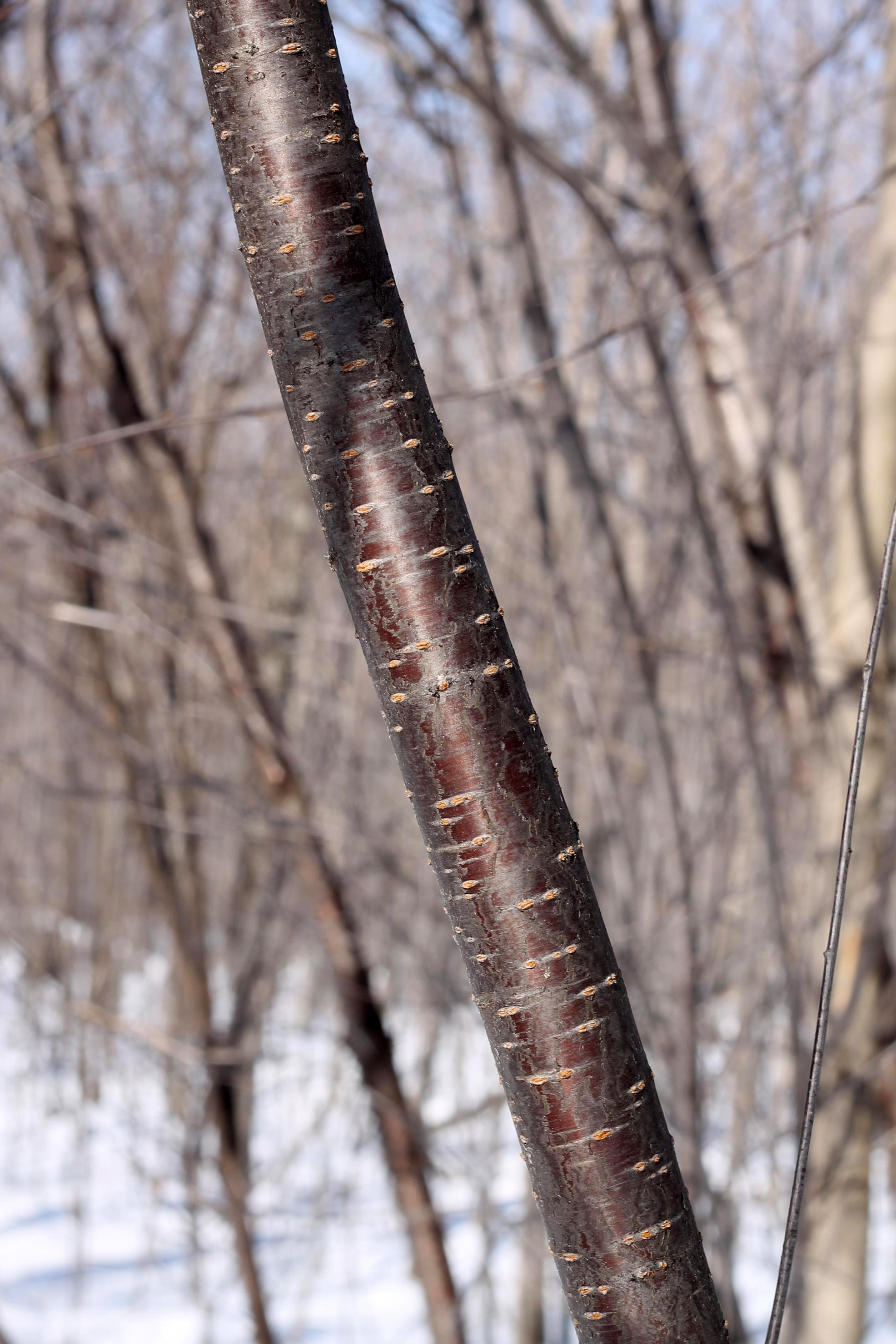
Thân của Prunus pensylvanica

P. pensylvanica có mặt trên khắp Canada, từ đảo Newfoundland và nam Labrador đến tận bang British Columbia và các Lãnh thổ Tây Bắc. Nó cũng phổ biến tại New England và vùng Ngũ Đại Hồ. Nó cũng nằm rải rác ở dãy Appalachian, dãy Rocky, bắc Georgia, đông Tennessee, dãy Black Hills (South Dakota).

## Mô tả
P. pensylvanica là một loại cây bụi rụng lá, thân thẳng với tán tròn và hẹp. Nó có chiều cao khoảng từ 5 đến 15 m, đường kính thân từ 10 đến 50 cm. Tuy nhiên, những cây P. pensylvanica cao tới 30 mét đã được tìm thấy tại phía nam của bang Appalachia, tập trung nhiều nhất tại sườn tây dãy núi Great Smoky. Lá của P. pensylvanica mỏng, dài 4 – 11 cm và rộng 1 - 4,5 cm. Hoa mọc thành cụm từ 5 tới 7 hoa nhỏ, đường kính 1 cm. Quả hạch, đường kính 4 – 8 mm, hạt cứng.

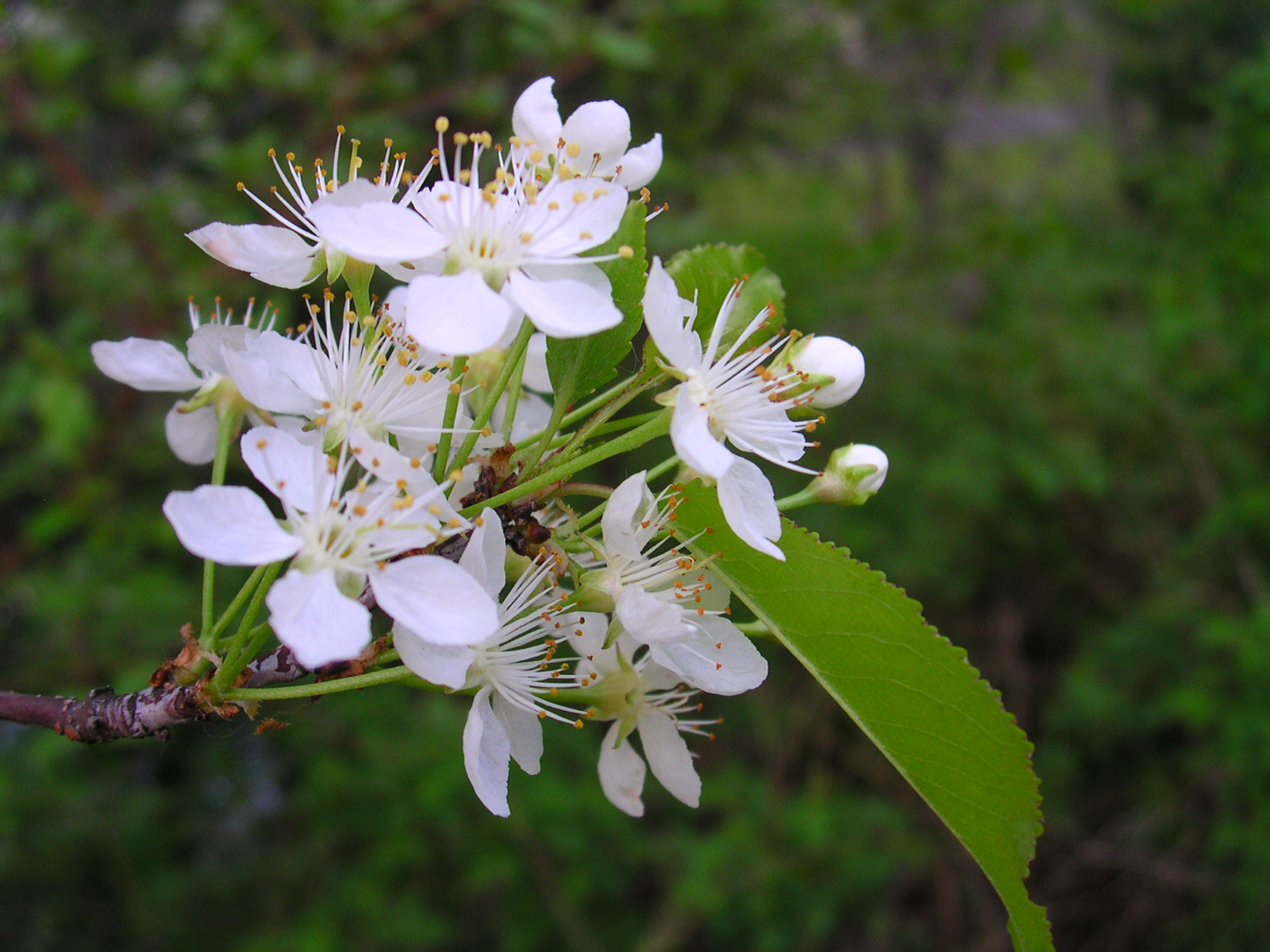
Hoa và lá của Prunus pensylvanica

P. pensylvanica sinh sản bằng hạt và chồi. Hoa lưỡng tính và được thụ phấn bởi côn trùng. Hạt được phân tán bởi chim, động vật có vú nhỏ và gió. Hạt có thể tồn tại trong lòng đất từ 50 đến 100 năm. Tuy nhiên, tuổi thọ của loài P. pensylvanica khá ngắn, chỉ từ 20 đến 40 năm. Rễ của nó cạn, có xu hướng phát triển theo chiều ngang. Quả của cây là nguồn thức ăn quan trọng cho nhiều loài động vật, nhất là loài nai sừng tấm trong các khu rừng taiga.

## Sử dụng
Quả của P. pensylvanica ít có giá trị thương mại. Gần đây, sự quan tâm đến việc sản xuất loại quả này đã xuất hiện. Chúng được dùng làm mứt, thạch và có thể ăn sống. Gỗ của loài này mềm và xốp, không được sử dụng nhiều.